# Homotherus townesi
Homotherus townesi är en stekelart som beskrevs av Heinrich 1961. Homotherus townesi ingår i släktet Homotherus och familjen brokparasitsteklar. Inga underarter finns listade i Catalogue of Life.